# Aeroportul Yaguara
Aeroportul Yaguara (IATA: AYG, ICAO: SKYA) este un aeroport din Departamentul Caquetá, Columbia.
Situat la o altitudine de 254 m, aeroportul dispune de o singură pistă.